# 松永铁也
松永铁也（日语：／ Matsunaga Tetsuya，1979年4月15日—），日本男子帆船运动员。他曾代表日本参加1994年亚洲运动会帆船比赛，获得一枚银牌。他也曾参加2008年夏季奥林匹克运动会。